# Аксарин, Александр Васильевич
Александр Васильевич Аксарин (11 октября 1901 года, д. Екатериновка Буденовского района Приморского края – 14 ноября 1978 года,  Томск) – специалист в области геологии, доктор геолого-минералогических наук, профессор кафедры горючих ископаемых ТПУ. Участник Гражданской войны в России.

## Биография
Александр Васильевич Аксарин родился 11 октября 1901 года в дер. Екатериновка Буденовского района Приморского края в крестьянской семье.  К 17 годам окончил школу и сельское училище. В 1918 — 1920 годах воевал на фронтах Гражданской войны. После демобилизации служил в Красной Армии. В 1927 году окончил рабфак при Владивостокском университете и поступил в  Томский политехнический институт.  В 1931 году окончил геолого-разведочный факультет (бывший Сибирский  геолого-разведочный
институт) Томского политехнического университета, получил специальность «инженера геолога-разведчика». Был оставлен для преподавания в институте. Учился в аспирантуре института под руководством профессора М. К. Коровина. В 1943 году защитил кандидатскую диссертацию. Получил  ученую степень кандидата геолого-минералогических наук.
По окончании учебы работал  на кафедре исторической геологии института. С 1946 года – доцент, с 1952 по 1973 года был заведующим кафедрой горючих ископаемых ТПИ. Под его руководством было подготовлено свыше 600 инженеров-нефтяников. В институте читал курсы: «Геология СССР», «Историческая геология», «Основы геологии нефти и газа», «Пластовые месторождения полезных ископаемых», «Палеонтология»,  «Геология нефтяных и газовых месторождений» и др.
Одновременно с работой в институте А. Аксарин принимал участие в работах Сибирского филиала ВНИРИ, треста «Востсибуглеразведка», Иркутского, Западно-Сибирского, Читинского и Красноярского геологических управлений, занимался исследованием геологии Канско-Ачинского угольного бассейна.
Александр Васильевич Аксарин проработал в Томском политехническом институте на разных должностях около 45 лет. В разное время был секретарем Кировского райкома КПСС города Томска, заведующим кафедрой института, деканом геолого-разведочного факультета.
Является автором около 75 научных работ.

## Награды и звания
- Орден Красной Звезды (1967)
- Орден «Знак почета» (1953)
- Знак «Отличник разведки недр»